# Przerwana lekcja muzyki (powieść)
Przerwana lekcja muzyki (tytuł oryginany Girl, Interrupted) – powieść amerykańskiej pisarki Susanny Kaysen wydana po raz pierwszy w roku 1993. W 1999 na podstawie książki powstał film o tym samym tytule.

## Okoliczności powstania
Powieść opisuje wspomnienia pisarki z pobytu w latach 1967–1969 w szpitalu psychiatrycznym McLean w Belmont w stanie Massachusetts. Napisanie książki było możliwe m.in. dzięki wydobyciu ze szpitalnego archiwum kartoteki pacjentki przez adwokata.
W kwietniu 1967 Kaysen po krótkiej sesji terapeutycznej z nieznanym psychiatrą na przedmieściach Bostonu została przez niego wsadzona do taksówki i odwieziona prosto do szpitala.

## Główne postacie
- Susanna Kaysen (główna bohaterka) – zanim znalazła się w szpitalu, próbowała popełnić samobójstwo. Zdiagnozowano u niej osobowość pograniczną borderline. Dowiedziała się o tym jednak dopiero wiele lat po wyjściu ze szpitala. W filmie została sportretowana przez Winonę Ryder.
- Lisa Rowe – socjopatka. Często uciekała ze szpitala, ale odnajdowano ją zazwyczaj jeszcze tego samego dnia i umieszczano na jakiś czas w izolatce. W przeszłości była narkomanką. Na oddziale sprawiała największe kłopoty pielęgniarkom swoim agresywnym zachowaniem, oraz skłonnością do robienia im dowcipów. W filmie Lisę zagrała Angelina Jolie.
- Polly Clark – była leczona na schizofrenię i depresję. W dzieciństwie oblała sobie szyję benzyną i podpaliła. Wypadek ten pozostawił jej na twarzy blizny. W filmie wcieliła się w nią Elisabeth Moss.
- Georgina Tuskin – schizofreniczka. Do szpitala trafiła po tym, jak w kinie poczuła, że otaczają ją zewsząd ciemności. Była najlepszą przyjaciółką Susanny. Dzieliła z nią także pokój. W filmie zagrała ją Clea DuVall.
- Lisa Cody – socjopatka. We wszystkim starała się dorównać Lisie Rowe. Pewnego dnia uciekła na zawsze ze szpitala.
- Daisy Randone – dziewczyna hospitalizowana sezonowo od października do grudnia każdego roku. W szpitalu była uprzywilejowaną osobą, miała własny pokój. Była kapryśna i złośliwa w stosunku do innych pacjentek. Jej natręctwem było jedzenie tylko i wyłącznie kurczaków przyrządzonych przez swojego ojca. Pod koniec 1967 roku popełniła samobójstwo w swoim mieszkaniu w wieku 19 lat. W filmie w Daisy wcieliła się Brittany Murphy.
- Torrey – narkomanka. Została umieszczona w szpitalu przez rodziców – po tym, jak uzależniła się od heroiny w Meksyku, gdzie mieszkała.
- Cynthia Crowley – cierpiała na depresję. Leczono ją przy pomocy terapii elektrowstrząsowej.
- Alice Calais – gdy trafiła do szpitala, wyglądała na całkiem normalną, trochę nieśmiałą dziewczynę. Po miesiącu dostała furii. Najpierw umieszczono ją w izolatce, później została przeniesiona na oddział maksymalnego bezpieczeństwa.
- Valerie – przełożona pielęgniarek na oddziale. W filmie została sportretowana przez Whoopi Goldberg.

## Tematyka poruszana w powieści
- granica między chorobą psychiczną a normą
- różnica między funkcjami umysłu i mózgu
- kwestia wolności
- motywy samobójstwa
- geneza choroby

## Polskie wydania
- Przerwana lekcja muzyki, wyd. Zysk i S-ka, tłum. Paweł Laskowicz, Poznań, 1996, ISBN 83-7150-04-8